# Фелицын, Игорь Алексеевич
И́горь Алексе́евич Фели́цын (6 октября 1918, Москва — 25 июля 1977, Москва) — советский оператор, специалист в области комбинированных съёмок фильмов, фронтовой кинооператор в годы Великой Отечественной войны. Заслуженный деятель искусств РСФСР (1974).

## Биография
Родился в Москве в семье служащих. Обучался во ВГИКе, во время летней практики в 1939 году стажировался ассистентом оператора на Свердловской студии кинохроники. Окончил ВГИК в 1940 году.
С февраля по август 1942 года — ассистент оператора Ростовской-на-Дону студии кинохроники. С сентября 1942 до марта 1943 года состоял в киногруппе Закавказского фронта. Из собранных киноведом-архивистом В. Михайловым монтажных листов известно о самостоятельно сделанных Фелицыным съёмках, по разным причинам не вошедших в боевые журналы киносборников и «Кинолетопись».
С марта 1943 до конца войны — ассистент оператора, оператор Ростовской-на-Дону студии кинохроники, участвовал в документальных фильмах «Возрождение Кубани» (1943), «Союзкиножурнал» № 61 («Кинорепортаж с фронтов Отечественной войны: Новороссийск освобождён» (1943) и других.
В июне 1945-го поступил ассистентом оператора на «Мосфильм» («Здравствуй, Москва!», «Весна»). В 1947 году впервые выступил оператором комбинированых съёмок на картине «Марите». В качестве 2-го оператора комбинированных съёмок работал на «Сталинградской битве». С октября 1950 года — официально 2-й оператор, а с июля 1954-го — оператор комбинированных съёмок.
 С апреля по ноябрь 1953-го был откомандирован на «Ленфильм» для работы над фильмом «Мастера русского балета».
Автор публикаций в периодической печати, в соавторстве с Борисом Горбачёвым они выпустили книгу «Комбинированные киносъёмки». Имел разряд по шахматам, привлёк к игре многих коллег по цеху, нося среди них уважительную кличку «Феллини».
 Скоропостижно скончался на студии от ишемической болезни сердца 25 июля 1977 года.
Член Союза кинематографистов СССР (Москва) с 1958 года.
Был женат. Семья: жена — Нина Антоновна Фелицына, дочь — Татьяна.

## Творчество
Спортивный эпизод в «Человеке ниоткуда» Фелицын снимал по частям: в первую экспозицию беговую дорожку с актёрами, а ничего не подозревающую массовку на трубунах — во вторую, во время настоящего футбольного матча.

Так как съёмка происходила в разное время, оператору приходилось заниматься не только совмещением границ маски с контрмаской, но и созданием цветового и экспозиционного единства в кадре.
— Борис Плужников «Искусство комбинированных киносъёмок»
Познакомившись с кинорежиссёром А. Миттой на картине «Сказ про то, как царь Пётр арапа женил», ещё задолго до написания сценария «Экипажа» И. Фелицын принимал участие в разработке фильма-катастрофы:

… Фелицын был удивительным человеком — оператор и учёный. Он тихо и незаметно вёл разные научные работы по внедрению новых технологий. Когда я работал с ним на «Арапе Петра Великого», то был поражен, как много он умеет. Это был человек, воспитанный Александром Птушко. Он знал: рано или поздно кому-то его умения понадобятся.
 На каждую задачу он давал три-четыре разных ответа. Выбирай!
 Вторым важным условием работы стала первоначальная грамотность. Фелицын просто сказал, что мои идеи можно реализовать, и он знает, как.
 Третье условие был он сам. Профессионал, информированный, амбициозный, но очень сдержанный. Настоящий джентльмен: сухощавый, аккуратный, играющий в теннис, непьющий. С таким можно было идти на любую авантюру.
— Александр Митта «Cinefex» №3 1995
В 1975 году Фелицын снял экспериментальный фильм «Последнее дело Фантомаса», целиком основанный на новой тогда технологии фронтпроекции. Снимался фильм не для проката, о его дальнейшей судьбе неизвестно.
Незадолго до смерти принял участие и в другом экспериментальном фильме по теме «Разработка способа совмещения графической мультипликации с актёром в игровом фильме», более известном как «Алые паруса» (1978).

## Фильмография
- 1947 — Марите
- 1953 — Застава в горах (совместно с А. Ренковым)
- 1953 — Мастера русского балета
- 1955 — Счастливая юность (совместно с Н. Ренковым)
- 1955 — Михайло Ломоносов
- 1955 — Первый эшелон
- 1955 — Сын
- 1956 — Безумный день
- 1956 — Дело № 306
- 1956 — Долгий путь
- 1956 — Как Джанни попал в ад (телефильм-опера)
- 1956 — Карнавальная ночь
- 1956 — На подмостках сцены
- 1957 — Борец и клоун
- 1957 — Гуттаперчивый мальчик
- 1958 — Поэма о море
- 1959 — Фуртуна
- 1959 — Хованщина (совместно с Н. Ренковым и А. Ренковым)
- 1960 — Хлеб и розы
- 1961 — Взрослые дети
- 1961 — Подводная лодка, короткометражный
- 1961 — Человек ниоткуда
- 1962 — Гусарская баллада
- 1962 — Павлуха
- 1962 — Только не сейчас, мультипликационный
- 1963 — Оптимистическая трагедия
- 1964 — Добро пожаловать, или Посторонним вход воспрещён
- 1964 — Зелёный огонёк
- 1964 — Пядь земли
- 1965 — Лебедев против Лебедева
- 1965 — Мы, русский народ
- 1965 — Похождения зубного врача (совместно с Г. Зайцевым)
- 1966 — Волшебница из града Китежа, документальный
- 1966 — Удивительная история, похожая на сказку
- 1966 — Шуточка, короткометражный
- 1967 — Арена
- 1967 — Кавказская пленница, или Новые приключения Шурика (совместно с В. Севастьяновым)
- 1967 — Каменный гость (совместно с В. Севастьяновым)
- 1967 — Страна моя, документальный
- 1968 — Семь стариков и одна девушка
- 1968 — Служили два товарища
- 1969 — Гори, гори, моя звезда
- 1970 — Наш марш (короткометражный, документальный; совместно с А. Винокуровым, С. Хижняк)[16]
- 1970 — О друзьях-товарищах
- 1970 — Сохранившие огонь
- 1971 — Старики-разбойники
- 1972 — За всё в ответе
- 1972 — Руслан и Людмила
- 1973 — Высокое звание
- 1973 — Иван Васильевич меняет профессию
- 1973 — Невероятные приключения итальянцев в России
- 1975 — Не может быть!
- 1975 — От зари до зари
- 1975 — Последнее дело Фантомаса, экспериментальный
- 1976 — В один прекрасный день, киноальманах
- 1976 — Сказ про то, как царь Пётр арапа женил
- 1976 — Ты — мне, я — тебе
- 1977 — Инкогнито из Петербурга
- 1977 — Портрет с дождём
- 1978 — Алые паруса, экспериментальный

## Награды и звания
- медаль «За оборону Кавказа» (1945)[1]
- заслуженный деятель искусств РСФСР (28 марта 1974)[5][17]

## Комментарии
1. ↑  В докладной записке в Москву от 20 декабря 1942 года начальник киногруппы Закавказского фронта М. А. Трояновский весьма пренебрежительно отзывается об оказавшихся в его подчинении сотрудниках эвакуированной в тыл Ростовской киностудии. В частности, ставит вопрос об отправке с фронта операторов Голубева, Роговского и ассистента оператора Фелицина. Последнего характеризует следующим образом: «Совершенно непригодный, медлительный, безынициативный работник. Является балластом, требует откомандирования»[4].